# Grignan
Grignan è un comune francese di 1 607 abitanti situato nel dipartimento della Drôme della regione dell'Alvernia-Rodano-Alpi.

## Società

### Evoluzione demografica
Abitanti censiti

## Storia
Il primo documento della storia di Grignan e del suo famoso castello è del 1105. Dal 1138 al 1180 vengono nominati nel Cartulaire della Commanderia dell'Ordine del Tempio di Richerenches i primi proprietari del Castello: i Granetto-Granet de Grignan. Odo Granetto-Granet (Graneti de Gradinano, de Grainna, de Grâne) viene nominato nel 1135 con suo fratello Maljox e i suoi nipoti Odo (templare) e Guigo (Gigo). Nell'anno 1180 Guglielmo Granetto e Petrus Granetto del castello di Grignan donano ai cavalieri del Tempio una piccola Casa di Saint-Paul-Trois-Châteaux, oggi ancora visibile in quella città. Nel 1157 la signoria del castello viene condivisa con i cugini della Famiglia Adhémar de Monteil  (vedi Ademaro di Monteil) che ne diverranno unici proprietari nel 1239. Nel XVI secolo la fortezza di Grignan verrà trasformata nel più grande e prestigioso castello rinascimentale di Francia. Nel 1669 François de Castellane Adhémar, discendente dei primi proprietari sposa la figlia della famosa scrittrice Madame de Sévigné. Attualmente il castello è di proprietà del Consiglio Generale della Drôme.